# Беласишки отряд
Беласишкият отряд е формирование на Македоно-одринската организация (Върховния македоно-одрински комитет) по време на Илинденско-Преображенското въстание през 1903 година. Отрядът е именуван по планината Беласица, а действа в Пирин планина. Началник-щаба е Петър Дървингов, а в щаба на отряда са и Димитър Зографов, Дончо Златков, Дядо Анчо, Кочо Аврамов и Петър Георгиев Касапчето от подбеласишкото село Ветрен.
Дървингов води дневник, докато действа с отряда. Този дневник е публикуван за първи път през 2003 година от Цветана Величкова. Според Величкова, в него „кратко и максимално точно пресъздава атмосферата в отряда, движението му и срещата с турския аскер, психологическите портрети на въстаниците и воеводите и т.н.“

## История
На 12 (25) август отрядът дава клетва и целува знамето си. На церемонията говори Иван Цончев. Същия ден започва своя поход от България към вътрешността на Македония.
На 16 (29) август отрядът минава българо-османската граница по Рила и продължава към Пирин. На 19 и 20 август (1 и 2 септември) се сблъсква с османски части при Елтепе (Вихрен). На 27 август (9 септември) отрядът пристига в селото Пирин, където се намира и Яне Сандански. Според Дървингов, 15 (28) септември е определен за ден на въстанието, но „благодарение на неумелостта, неспособността и егоизма на Сандански в Мелничкия район нищо не се предприе“. На 27 септември (10 октомври), отрядът преминава обратно в Рила.

## Състав
На 22 август (4 септември) 1903 година Дървингов съставя списък с участниците в отряда, който е разделен на четири взвода (или чети – Кукушка, Петричка, Поройска и Гевгелийска) с по около десет души всеки.
| №         | Име              | Забележка                             |
| Щаб       | Щаб              | Щаб                                   |
| --------- | ---------------- | ------------------------------------- |
| 1         | Петър Дървингов  |                                       |
| 2         | Димитър Зографов |                                       |
| 3         | Дончо Златков    |                                       |
| 4         | Петре Касапчето  |                                       |
| 5         | Дедо Анчо        |                                       |
| I взвод   |                  |                                       |
| 1         | Давидко Минчев   |                                       |
| 2         | Васе Ангелов     |                                       |
| 3         | Мите Стоименов   |                                       |
| 4         | Никола Манолов   |                                       |
| 5         | Коле Гривов      |                                       |
| 6         | Георги Запров    |                                       |
| 7         | Иван Вангелов    |                                       |
| 8         | Георги Маноилов  |                                       |
| 9         | Митко Девилов    |                                       |
| II взвод  |                  |                                       |
| 1         | Димко Богов      |                                       |
| 2         | Панайот Христов  |                                       |
| 3         | Тодор Иванов     |                                       |
| 4         | Христо Георгиев  |                                       |
| 5         | Д. Илиев         |                                       |
| 6         | Стоимен Цветков  |                                       |
| 7         | Георги Томов     |                                       |
| 8         | Тенко Атанасов   |                                       |
| 9         | Стоица Илиев     |                                       |
| III взвод |                  |                                       |
| 1         | Никола Михчанов  | 9.Х. обез[оръжен]                     |
| 2         | Манол Джоров     |                                       |
| 3         | Васил Пачаджиев  |                                       |
| 4         | Стойчо Иванов    | 6.IX. Бълг[ария]                      |
| 5         | Тома Атанасов    | 23.VIII. изчезнал                     |
| 6         | Петър Георгиев   |                                       |
| 7         | Иван Дамянов     |                                       |
| 8         | Кръстьо Петрунов |                                       |
| IV взвод  |                  |                                       |
| 1         | Петър Тиров      | 9.Х. обез[оръжен] по желание от страх |
| 2         | Гоце Мазиев      |                                       |
| 3         | Тодор Недялков   |                                       |
| 4         | Димитър Стефанов |                                       |
| 5         | Ангел Стефанов   |                                       |
| 6         | Георги Атанасов  |                                       |
| 7         | Пако Арсов       |                                       |
| 8         | Иван Спасов      |                                       |